# Pippa Black
Pour les articles homonymes, voir Black.
Pippa Black (née le 16 octobre 1982 à Ferntree Gully, dans la banlieue de Melbourne en Australie) est une actrice et mannequin du maquillage australienne.

## Enfance et vie scolaire
Pippa Black est allée à l'école élémentaire St Patrick’s et au collège Beaconhills Christian, tous deux situés dans son État natal[pas clair]. À la fac, elle a étudié la biologie. Elle aime les animaux. Au début de ses études universitaires, elle essayait d’équilibrer son travail scolaire et son travail d'actrice. Depuis qu'elle a obtenu un premier rôle important, elle a renoncé à ses études universitaires pour se consacrer à sa carrière d'actrice.

## Carrière de comédienne
Depuis la fin de 2005, elle joue Lucinda « Elle » Robinson  dans Neighbours, le plus populaire feuilleton télévisé australien diffusé par Network Ten. Pippa Black est bien connue pour son rôle d’Elle en Nouvelle-Zélande, Royaume-Uni et Afrique. Au commencement de sa carrière, Pippa Black a joué de petits rôles à la télévision avec des acteurs australiens célèbres.
Au début du feuilleton Neighbours, Pippa Black et Dan O’Connor (qui joue Ned Parker dans le feuilleton) ont été boudés par certains fans qui croyaient qu'ils avaient été choisis uniquement à cause de leur beauté. Ces critiques ont disparu après quelques mois du feuilleton. En ce moment, Pippa Black apporte une contribution importante au feuilleton.
En 2010, elle joue dans la série américaine Outsourced une Australienne travaillant en Inde dans un centre d'appel. Elle y a une liaison avec le rôle principal, un Américain poussé à aller travailler en Inde sous peine d’être licencié.
En 2014, elle joue auprès de Rick Malambri, dans un téléfilm familial ''The Cookie Mobster'', sorti le 27 décembre 2014 aux USA, et le 15 avril en France, sous le titre de ''Cookie Connection'',. Lainie Kazan y est également présente dans le rôle de la grand-mère du personnage de Rick Malambri. 

## Vie privée
Pippa Black a été liée avec Dan O’Connor. Elle est maintenant l'épouse de Fletcher Humprhys.
Elle est ambassadrice pour le Narre Warren Lighthouse Foundation qui aide les jeunes SDFs australiens.

## Filmographie

### Télévision
- 2014 : Cookie Connection : Amanda
- 2012 : New York, unité spéciale (saison 13, épisode 23 ; saison 14, épisodes 1 et 2) : Carissa Gibson
- 2010 : Outsourced : Tonya
- 2005 : Les Voisins : Lucinda "Elle" Robinson
- 2005 : Last Man Standing : Chrissie
- 2004 : The Secret Life of Us : Madelaine
- 2003 : Evil Never Dies : Étudiante